# تاكاشيما (شيغا)
مدينة تاكاشيما (بالإنجليزية: Takashima)‏ هي أحد المدن التابعة لمحافظة شيغا. تأسست رسميًا في 01/01/2005. ويقدر عدد سكانها بـ 52967 نسمة حسب تقدير مكتب الإحصاء الياباني لعام 2012. تبلغ مساحة تاكاشيما 693 كم2. بكثافة سكانية تبلغ 76.4 نسمة/كم2.